# Оругеро довгохвостий
Оруге́ро довгохвостий (Lalage leucopyga) — вид горобцеподібних птахів родини личинкоїдових (Campephagidae). Мешкає на островах Меланезії.

## Опис
Довжина птаха становить 15-18 см, вага 16-23 г. Верхня частина тіла у самців чорна, у самиць коричнева, на крилах білі смуги. Надхвістя біле, кінчики бічних стернових пер білі. Нижня частина тіла біла або охристо-біла. Хвіст довгий. Дзьоб і лапи чорні, очі карі.

## Підвиди
Виділяють шість підвидів:
- L. l. affinis (Tristram, 1879) — південно-східні Соломонові острови;
- L. l. deficiens Mayr & Ripley, 1941 — острови Торрес і Банкс[en] (Вануату);
- L. l. albiloris Mayr & Ripley, 1941 — північне і центральне Вануату;
- L. l. simillima (Sarasin, 1913) — південне Вануату і острови Луайоте;
- L. l. montrosieri Verreaux, J & Des Murs, 1860 — Нова Каледонія;
- †L. l. leucopyga (Gould, 1838) — острів Норфолк.

## Поширення і екологія
Довгохвості оругеро мешкають на Вануату, на Соломонових Островах та на Новій Каледонії. Вони живуть в рівнинних і гірських вологих тропічних лісах.

## Поведінка
Довгохвості оругеро живляться комахами і дрібними плодами. Живуть парами та невеликими зграями, територіальні. Гнізда робляться з трави і рослинних волокон, розміщуються на деревах на висоті 6-9 м над землею. В кладці 2 яйця.

## Збереження
МСОП класифікує цей вид як такий, що не потребує особливих заходів зі збереження. Типовий підвид L. l. leucopyga, який мешкав на острові Норфолк вважається вимерлим (востаннє його спостерігали в 1942 році).